# Ula Tirso
Ula Tirso é uma comuna italiana da região da Sardenha, província de Oristano, com cerca de 633 habitantes. Estende-se por uma área de 18 km², tendo uma densidade populacional de 35 hab/km². Faz fronteira com Ardauli, Busachi, Ghilarza, Neoneli, Ortueri (NU).